# برگ‌چین دم‌حنایی
برگ‌چین دم‌حنایی (نام علمی: Anabacerthia ruficaudatum) نام یک گونه از سرده برگ‌چین‌ها است.